# Protolucanus jurassicus
Protolucanus jurassicus (лат.) — вымерший вид жуков из семейства рогачей (Lucanidae), выделяемый в монотипическое подсемейство Protolucaninae. Известен из отложений позднего юрского периода (титонский ярус) Монголии. Переднеспинка поперечная, с широко округленными боковыми сторонами; наиболее широкая часть находится посередине. Передние углы переднеспинки острые; задние — тупые с закругленными вершинами. Надкрылья с точечными бороздками. Передние голени узкие с небольшими зубцами по наружному краю. Задние бедра неширокие. Задние голени узкие, без зубцов по наружному краю.